# Anepitacta guineensis
Anepitacta guineensis är en insektsart som beskrevs av Max Beier 1965. Anepitacta guineensis ingår i släktet Anepitacta och familjen vårtbitare. Inga underarter finns listade i Catalogue of Life.